# ネル・カーター

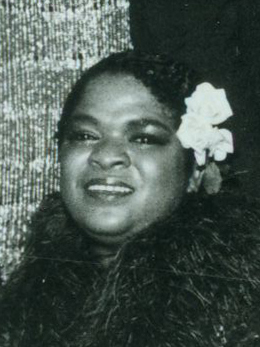
ネル・カーター

ネル・カーター(Nell Carter, 1948年9月13日 - 2003年1月23日)は、アメリカ合衆国アラバマ州バーミングハム出身の歌手で女優。アフリカ系アメリカ人の母と東欧ユダヤ系の父の血を引く。本名はネル・ルース・ハーディ(Nell Ruth Hardy)。

## 来歴
舞台『エイント・ミスビヘイヴン(Ain't Misbehavin)』に出演しトニー賞を受賞しているほか、ブロードウェイで行われた『アニー』の20周年記念公演に参加するなど、舞台で活躍した。1980年代前半にテレビドラマ『ギミーアブレイク!(Gimme a Break!)』に出演し、人気を集める。クイズ番組『ザ・マッチゲーム(The Match Game)』など、ドラマ以外にも幅広く出演している。
2003年に糖尿病と心臓病の合併症から死去した。54歳だった。既に自己破産を宣告しており、100万ドルもの税金滞納があったが、銀行の預金残高がわずか200ドルであることに友人や家族は驚いた。また両性愛者であったことが明らかになった。2人を養子にしていたが、子供の世話はネルではなく、同棲者が行っていた。カリフォルニア州カルヴァーシティのヒルサイドメモリアルパーク墓地に埋葬されている。